# Annie de Reuver
Annie de Reuver (19 de febrero de 1917 — 1 de enero de 2016) fue una cantante neerlandesa.

## Discografía
- 1994, Annie de Reuver
- 1994, 60 Muzikale jaren met Annie de Reuver
- 1995, Favorieten van toen
- 1999, Dureco Wolkenserie, Volume 98
- 2001, Hollands Glorie
- 2016, Onvergetlijk
- 2011, Liedjes Van Toen En Nu

Falleció el 1 de enero de 2016 a los 98 años, después de una cirugía en su cadera rota producto de una caída.